# Kristián Kolčák
Kristián Kolčák (Bratislava, 30 gennaio 1990) è un calciatore slovacco, difensore del Muckendorf/Zeiselmaue.

## Palmarès

### Club

#### Competizioni nazionali
- Campionato slovacco: 1

Slovan Bratislava: 2010-2011